# A Relíquia

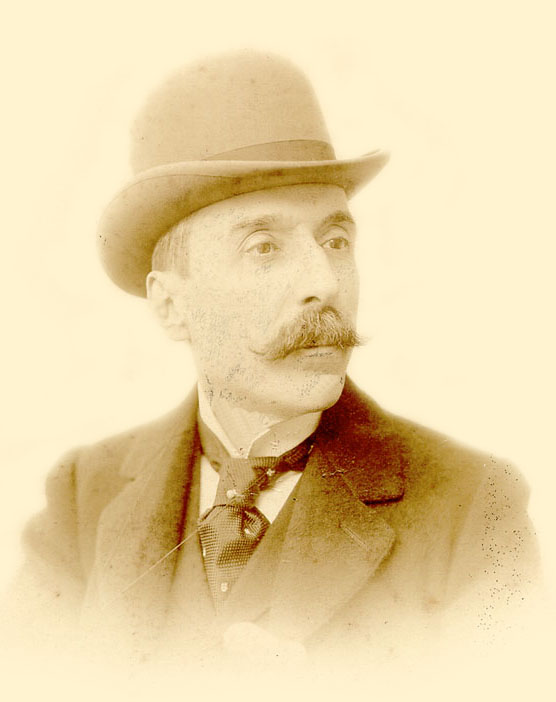
Eça de Queiroz

A Relíquia é um romance realista fantástico do escritor português Eça de Queiroz, publicado em 1887 no Porto, pela Typographia de A. J. da Silva Teixeira.
O autor deu-lhe como subtítulo, a agora célebre frase ”sobre a nudez forte da verdade — o manto diáfano da fantasia”. A obra é influenciada pela Vida de Jesus e São Paulo, ambas de Ernest Renan, e pelas Memorias de Judas, de Ferdinando Petruccelli della Gattina.
Alguns autores acusaram Eça de Queiroz de ter plagiado a obra de Petruccelli della Gattina.

## Enredo
A Relíquia começa com a apresentação do narrador e protagonista da história, Teodorico Raposo, que busca explicar ao leitor o que o motivou a escrever suas memórias. Ele nos diz que a principal motivação está no facto de tanto ele como seu cunhado, Crispim, acreditarem que aquelas memórias contêm "uma lição lúcida e forte" da vida, sendo merecedoras da imortalidade que só "a literatura propicia". A narração se concentra numa viagem feita por Teodorico ao Egito e à Palestina, logo após uma decepção amorosa. Buscando fugir ao modelo de "guia de viagem", Teodorico nos conta com suposta "sobriedade e sinceridade" os casos que provocaram mudanças significativas em sua vida, principalmente no que tange à herança que supunha merecer.
Na verdade a narrativa de Teodorico possui um outro objetivo, a saber, promover uma correção no livro que seu amigo letrado, Topsius, que participara daquela viagem, escrevera sobre Jerusalém. Naquela obra, intitulada "Jerusalém Passeada e Comentada", Topsius afirmava que Teodorico levava em dois embrulhos de papel os "restos de seus antepassados". Tal afirmação preocupava Teodorico em relação à burguesia local, já que isso poderia acarretar problemas para o futuro e que só por meio da burguesia se tinha acesso às "coisas boas da vida". Teodorico desejava então explicar a natureza e o verdadeiro conteúdo daqueles pacotes.

“Decidi compor, nos vagares deste verão, na minha quinta do Mosteiro (antigo solar dos condes de Lindoso), as memórias da minha vida — que neste século, tão consumindo pelas incertezas da inteligência e tão angustiado pelos tormentos do dinheiro, encerra, penso eu e pensa meu cunhado Crispim, uma lição lúcida e forte.
Em 1875, nas vésperas de Santo Antônio, uma desilusão de incomparável amargura abalou o meu ser; por esse tempo minha tia, D. Patrocínio das Neves, mandou-me do Campo de Santana onde morávamos, em romagem a Jerusalém; dentro dessas santas muralhas,num dia abrasado do mês de Nizam, sendo Pôncio Pilatos procurador da Judeia, Élio Lama, Legado Imperial da Síria, e J. Cairás, Sumo
Pontífice, testemunhei, miraculosamente, escandalosos sucessos (…)”

— A Relíquia (1887)
Teodorico acaba por nos contar não somente o que sucedera na malfadada viagem mas também vários aspectos relativos à sua vida anteriores à viagem, como por exemplo a história do encontro de seus pais, ou ainda, o momento depois de toda a viagem em que se decidira pela escrita de suas experiências de vida.
Teodorico começa por nos falar de seu avô paterno, Rufino da Conceição, padre, teólogo e autor duma obra chamada "Duma Devota Vida de Santa Filomena". Depois apresenta-nos sua avó, Filomena Raposo, doceira, conhecida por "Repolhuda", que vivia em Évora com o filho, Rufino da Assunção Raposo, afilhado de Nossa Senhora da Assunção, pai de Teodorico.
Rufino trabalhava no correio e escrevia, de vez em quando, no periódico "Farol do Alentejo". Em 1853, durante a visita de um importante bispo à Évora (Dom Gaspar de Lorena), Rufino escreveu um artigo laudatório à presença de "tão insigne prelado" e com isso ganhou a simpatia do bispo. Simpatia que aumentou ainda mais quando o bispo soube que Rufino era "afilhado carnal" do Padre Rufino da Conceição, seu amigo de estudos quando estudavam ainda no seminário. O Bispo presentou o pai de Teodorico com um relógio de prata e o nomeou "escandalosamente, diretor da alfândega de Viana".
Trabalhando em Viana, o pai de Teodorico conheceu um rico cavalheiro de Lisboa, o comendador G.Godinho, que passava o verão em sua quinta, o Mosteiro, com duas sobrinhas: a devota D.Maria do Patrocínio e a gordinha e trigueira D. Rosa. Rufino da Conceição habituou-se a tocar sua viola para D.Rosa e amor entre os dois não demorou a acontecer. Assim, namoraram e se casaram.
Teodorico então nos conta que ele nasceu numa tarde sexta-feira da paixão e que Dona Rosa, sua mãe, morreu na manhã seguinte, sábado de aleluia. Ficou sendo criado pelo pai, distante do avô materno, o influente comendador G.Godinho e de sua tia, Dona Maria do Patrocínio (Titi). O avô materno do menino morreu logo depois de alguns anos e pouco tempo depois, seu pai, de modo que ficou sendo órfão de pai e mãe. Aos sete anos, sua tia, Dona Maria do Patrocínio mandou um empregado, o Sr. Matias, buscar o pequeno Teodorico em Viana.
Pede à tia que lhe financie uma viagem a Paris, mas esta recusa-se terminantemente afirmando que Paris era a cidade do vício e da perdição. Teodorico pede, então, para fazer uma peregrinação à Terra Santa. A tia consente e pede que lhe traga uma recordação.
O sobrinho leviano parte e, na viagem, envolve-se com uma inglesa — Mary — que, como recordação dos momentos que passaram juntos, lhe dá um embrulho com a sua camisa de noite. Chegado à Palestina, Raposo continua a sua vida profana e amoral. Mas, aí, tem um sonho no qual se imagina a assistir a todo o processo de Jesus. Esta é a forma que Eça encontra para negar o dogma da ressurreição. Antes de regressar, Teodorico lembra-se do pedido da tia e corta uns ramos de um arbusto e tece com estes uma coroa, que embrulhou e pôs na sua bagagem. Entretanto, uma pobre mendiga pede-lhe esmola e ele dá-lhe o embrulho que (pensava) continha a camisa de Mary. Chegado a Lisboa, relata, hipocritamente, à tia todas as penitências e jejuns que fizera durante a peregrinação e oferece-lhe o embrulho, dizendo que este continha a coroa de espinhos.
A abertura da suposta relíquia faz-se perante uma imensa audiência de sacerdotes e beatas, num ambiente de ansiedade. Qual o espanto de todos quando, em vez do sagrado objecto, surge a camisa de noite da inglesinha. Este insólito episódio vale a Teodorico a expulsão de casa da tia e a perda da fortuna que ambicionava. Para sobreviver, Raposo passa, então, a vender relíquias da Terra Santa, que fabrica em grandes quantidades, acabando por arruinar o negócio. Acaba por compreender a inutilidade da falsidade e da mentira quando tem uma visão de Cristo.
Arranja um emprego, graças a um amigo do colégio e casa com a irmã deste. Parecia regenerado da hipocrisia que o caracterizava, mas ao saber que o padre Negrão — um dos clérigos que costumavam frequentar a casa de Dona Patrocínio — herdara desta a Quinta onde ele nascera e que este era amante de Amélia, uma mulher com quem se relacionara em tempos e que o havia traído, Teodorico apercebe-se que tinha perdido a choruda fortuna por não ter sido ainda mais hipócrita e cínico. Se naquele dia tivesse tido a coragem de declarar que aquela camisa pertencia a Santa Maria Madalena, teria ficado bem visto entre os presentes e herdado a fortuna.

## Contexto e influências

### Contexto
Eça de Queiroz participou das Conferências Democráticas do Casino Lisbonense, realizadas por intelectuais portugueses como Antero de Quental, Ramalho Ortigão e Oliveira Martins, a partir de março de 1871. A produção artística e intelectual fruto dessa série de reuniões deu origem à chamada "Geração de 70", que tinha como um dos principais objetivos criticar a realidade portuguesa que, para eles, era considerada decadente em vários aspectos, se comparada com a realidade de outros países europeus no contexto do século XIX.
A obra de Quental, "Causas da decadência dos Povos Peninsulares nos últimos três séculos", propõe o Catolicismo difundido após o Concílio de Trento, a monarquia absolutista e as conquistas ultramarinas como os três principais motivos causadores da decadência moral, econômica e social das nações ibéricas; responsáveis pelo atraso do desenvolvimento da indústria e da ciência na península, a partir do século XVII. Entre as opiniões realizadas pelo grupo envolvido na "Geração de 70", a critica religiosa foi uma das que ganhou destaque, sobretudo o anticlericalismo.
Em A Relíquia, Eça de Queiroz apresenta um desejo de realizar um "inquérito à vida portuguesa", uma "crítica ácida e ferina direcionada, especialmente, à questionável influência da Igreja na sociedade e às práticas e crenças religiosas consideradas nefastas para o povo". Para o Professor de Literatura Portuguesa da Universidade Federal do Paraná Antonio Augusto Nery, a obra demonstra "toda a intensidade da crise religiosa e da tendência anticlerical que predominou no Oitocentos e da qual a Geração de 70 foi difusora."

### Influências
Se tivermos a conta a opinião de alguns críticos queirosianos (nomeadamente: Alberto Machado da Rosa; Ernesto Guerra da Cal; e Manoel da Costa Fontes), poderemos afirmar algo em que os três foram unânimes — que A Relíquia pode ser lida, analisada, considerada uma narrativa picaresca.
Apesar de o próprio Eça não se referir diretamente a este romance como picaresco, observa-se, no entanto, que o escritor português provavelmente leu as narrativas clássicas espanholas do séc. XVI para compor o seu romance, pois, de acordo com Alberto Machado da Rosa, Eça de Queirós "conhecia o Lazarilho, pelo menos, desde os remotos tempos de Évora, e apreciava muito o Gil Blas de Lesage, expressão francesa da mais autêntica tradição da picaresca espanhola".